# Jinja (district)
Jinja is een district in het oosten van Oeganda.
Jinja telt 413.937 inwoners op een oppervlakte van 768 km².